# Rio Gorutuba
O rio Gorutuba é um curso de água do estado de Minas Gerais, Região Sudeste do Brasil. Nasce no município de Francisco Sá, em um local próximo à BR-251, percorrendo 245 km até sua foz no rio Verde Grande. Banha os municípios de Francisco Sá, Janaúba, Porteirinha, Nova Porteirinha, Gameleiras e Jaíba, dentre os quais Janaúba é o mais populoso. Sua bacia hidrográfica conta com área total de 9 862,7 km² e abrange um total de 14 municípios.
O referido rio potencializa a formação de areia quartzosa, bastante branca e límpida, normalmente aproveitada para a construção civil e de blocos de concreto — foram a base da pavimentação da cidade de Janaúba em meados da década de 1970 e ainda se vê no município. O rio tem seu serpenteamento meandrante por mais que o mesmo esteja dentro de uma depressão relativa, apresenta curso com acidentes pouco severos, o que lhe dá um aspecto quase plano, típico de um rio lótico.

## Etimologia
Para Aderval Costa Filho (2008), o Rio recebe o nome de Gorutuba porque, para os nativos do vale observaram que muitos sapos "kururus", sapos grandes. O "Kuruatuba" cedeu sua etimologia ao nome do rio hoje chamado Gorutuba. Pires (1982) citado por Costa Filho (2008), aponta duas outras origens para o nome do rio e, claro, para a denominação do povo nativo do vale. etimologicamente o termo “Gurutuba”, identificando duas versões: a do professor Álvaro da Silveira, que atribui a raiz a curutuba: Cururu, "sapo", e tuba, rio, assim "rio dos rapos"; e a versão de Teodoro Sampaio em “O Tupi na Geografia Nacional”, onde Gurutuba seria uma corruptela de curú-tyba, seixal, pedregal ou rio dos seixos e calhaus. Segundo o autor, a etimologia correta parece estar com Teodoro Sampaio, dada a quantidade de pedregulhos, calhaus no seu curso superior, sobretudo na região de Santo Antônio do Gorutuba, hoje distrito de Catuni, município de Francisco Sá (Pires, 1982: 26). Veja que dentro dessa ideia, como se pode esperar para qualquer curso lótico (água em velocidade), a formação de granulometrias do tamanho de areias e maiores que as areias. Corrobora ainda com a inicial de que a base geológica do rio seja o quartzito. Para Walder Antônio de Albuquerque Nunes et all., o rio Gorutuba penetra em área de relevo aplainado da Depressão Sanfranciscana no domínio geológico do Grupo Bambuí, localmente representado por carbonatos de cálcio, margas, ardósias calcíferas, filitos e argilitos da Formação Paraopeba, constituindo sequências com predomínio de rochas carbonáticas intercaladas pelas pelíticas (BRASIL, 1982). Ainda para Walder Antônio de Albuquerque Nunes et all., apresenta carstificação intensa, onde o calcário se encontra coberto por aluviões e/ou por coberturas detríticas terciárias em relevo plano, muito permeáveis, o que favorece a recarga do carste. Isso significa que há a tendência de formação de solo mais intemperizados com maior quantidade de sedimentos com solúveis.

## Aspectos socias e econômicos
É o principal rio do município de Janaúba, por onde gira toda a sua vida histórica, econômica e social. Foi represado para construção da Barragem Bico da Pedra, localizada a 6 km da sede municipal, com volume de 750 000 000 m³ de água que serve para exploração e irrigação de áreas do Projeto Gorutuba com aproximadamente 5 500 hectares, abastecimento de água para a cidade, lazer, irrigação e para lavadeiras, que o utilizam como fonte de sustento. Alguns trechos do rio chegaram a secar completamente em 2015, durante uma seca severa, agravada pela extração clandestina do manancial para grandes produtores agropecuaristas. No entanto, as águas voltaram a correr em janeiro de 2016, após a ocorrência de chuvas intensas.